# Gülsüm Kav

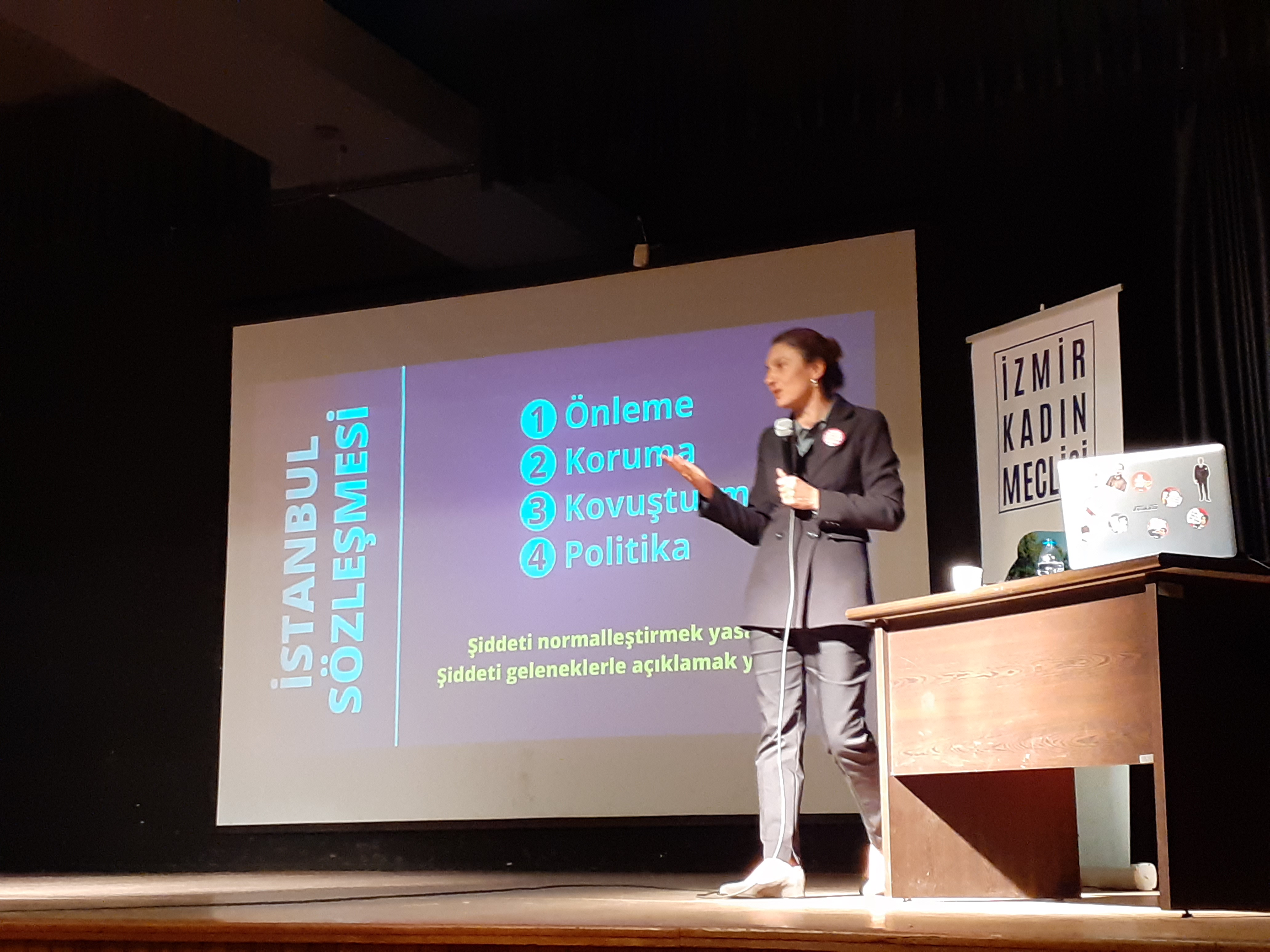
Gülsüm Kav fent una conferència el 2019.

Gülsüm Kav (Amasya, 1971) és una metgessa turca, cofundadora i representant de la Plataforma Acabarem amb l'Assassinat de Dones, organització civil que lluita contra la violència de gènere a Turquia. També és la escriptora d'un llibre anomenat «Yaşasın Kadınlar» («Visca les dones»).
El 1997 Kav es va graduar a la Facultat de Medicina de la Universitat Anadolu d'Eskişehir el 1996 i va començar a exercir de metgessa. Pocs mesos després, es va traslladar a Istanbul, on el 2002 va ser nomenada especialista al Departament de Deontologia de la Facultat de Medicina de la Universitat d'Istanbul. Va començar la seva carrera com a especialista en ètica mèdica i va continuar la seva carrera a la Direcció Regional d'Istanbul especialitzada en drets dels pacients. Des del 2012, continua treballant com a especialista a l'Hospital Şişli Etfal.
Kav també ha treballat a la Comissió de Drets Humans d'Ankara i en diverses societats mèdiques, incloses el Fòrum de la Cambra Mèdica d'Istanbul, el Fòrum de Metges, el Comitè de Ginecologia, el Comitè d'Ètica i la Representació d'Istanbul de la Secció de Medicina Femenina de l'Associació Mèdica Turca.
A Istanbul va començar a involucrar-se en el moviment feminista i a assistir a manifestacions pels drets de les dones. El cas del feminicidi de Güldünya Tören va impactar Kav profundament i és llavors quan va anar a la primera gran protesta contra els feminicidis i va veure que la manifestació era un mitjà eficaç a l'hora de reclamar canvis als poders polítics.
Arrel de totes aquestes experiències, l'any 2010 va fundar, juntament amb altres activistes, el moviment Plataforma Acabarem amb l'Assassinat de Dones. El 2014 va ser elegida membre del consell executiu del Moviment de Juny Unit. El 2017, Kav va cofundar l'Assemblea de les Dones amb la pretensió d'establir les bases per a un moviment de masses per lluitar pels drets de les dones a Turquia. Ha aparegut en diversos mitjans de comunicació discutint sobre el problema de la violència contra les dones a Turquia. També ha escrit articles en diaris com Yarın Haber i Yeni Yaşam.
El 2020 Kav fou considerada una de les 100 Dones de la cadena britànica BBC.